# 양평 함왕성지
양평 함왕성지(楊平 咸王城址)는 대한민국 경기도 양평군 옥천면에 있는 성 터이다. 1990년 9월 6일 경기도의 기념물 제123호 양평군 함왕성지로 지정되었다가, 2018년 5월 9일 양평 함왕성지로 문화재명칭이 변경되었다.

## 개요
경기도 양평군 용문산 줄기 남서쪽의 험준한 지형을 이용하여 쌓은 성으로, '함공성' 또는 '함왕성'으로 불리기도 한다.
자연석으로 쌓은 성곽의 길이는 29,058척(약 8,805m)이라고 전해지나, 현재는 700m 정도 남아있으며 성벽은 높이 1.6m 안팎이고 북·서쪽의 성곽이 잘 남아있는 편이다. 북동쪽에는 건물터로 보이는 곳이 있으며 그 주변에 주춧돌로 보이는 큰 돌과 기와조각이 많이 발견되고 있다.
성 아래에는 성공혈이라는 큰 바위굴이 있는데 여기서 원삼국시대 함왕 주악(周鍔)이 탄생하였으며, 이 곳을 보호하기 위해 성을 쌓고 부근을 정복하였다고 전해지고 있다. 고려시대 몽골의 4차 침입이 있을 때 몽골군이 쳐들어오자 사람들이 이곳으로 피신하였다는 옛 기록이 남아 있다.
북동쪽의 건물터에서 서쪽을 보면 한강 건너 백병산이, 가까이는 양평읍과 옥천면이 한눈에 들어와 지형적으로 한강을 중심으로 한 요충지였음을 알 수 있다.

## 참고 자료
- 양평군함왕성지 - 국가유산청 국가유산포털